# Turismo em Madrid
Madrid foi em 2006 a quarta cidade europeia mais visitada, e a primeira em Espanha; acolheu quase sete milhões de turistas nesse ano. A maior parte dos locais turísticos em Madrid estão situados no centro da cidade, principalmente nos distritos municipais do Centro, Salamanca, Chamberí, Retiro e Arganzuela.

## Locais de interesse
- Biblioteca Nacional da Espanha
- Casa de Campo
- Catedral de Almudena
- Centro Cultural de la Villa
- Gran Vía
- Las Ventas

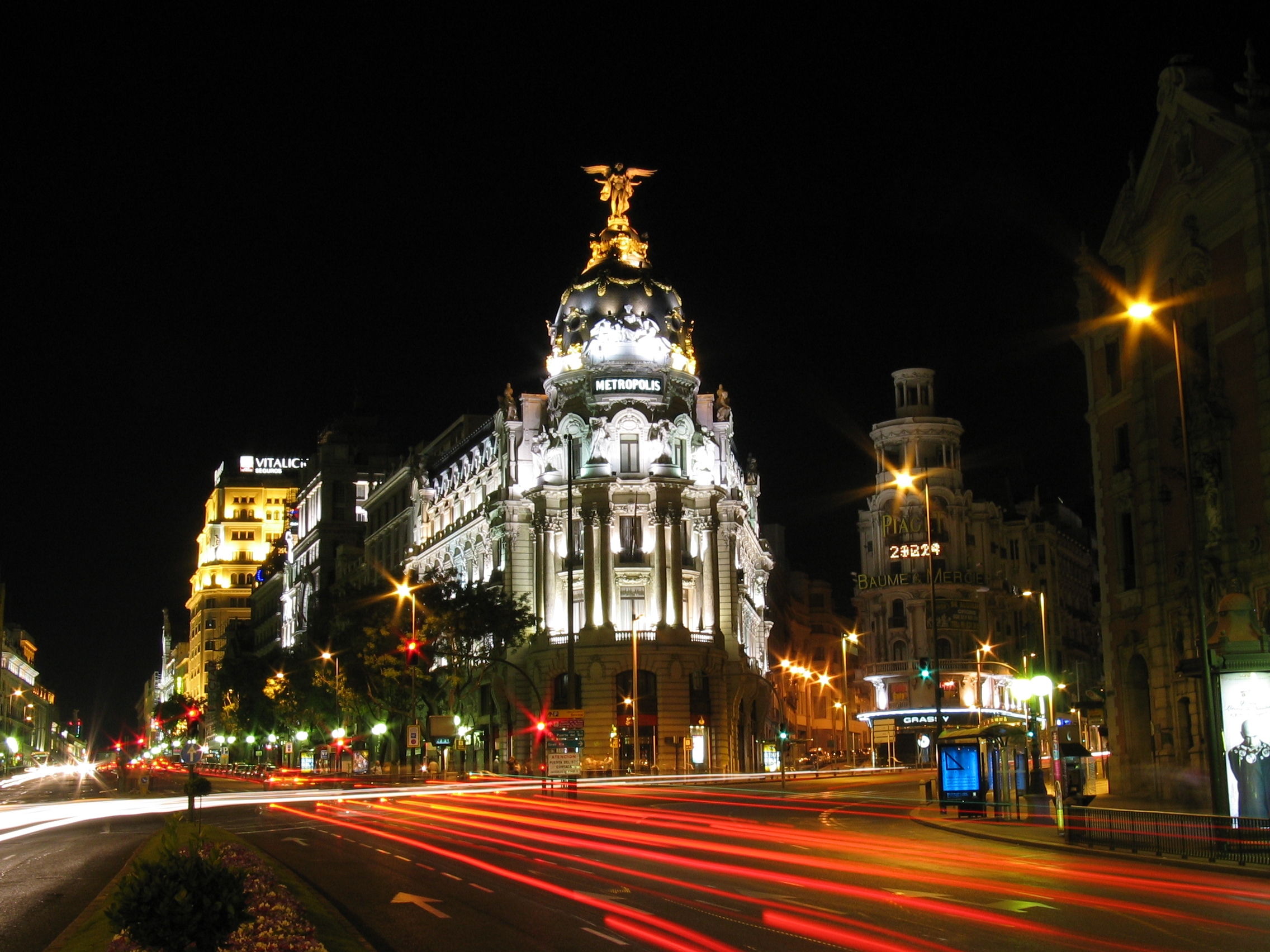
Calle de Alcalá e o edifício Metropolis à noite

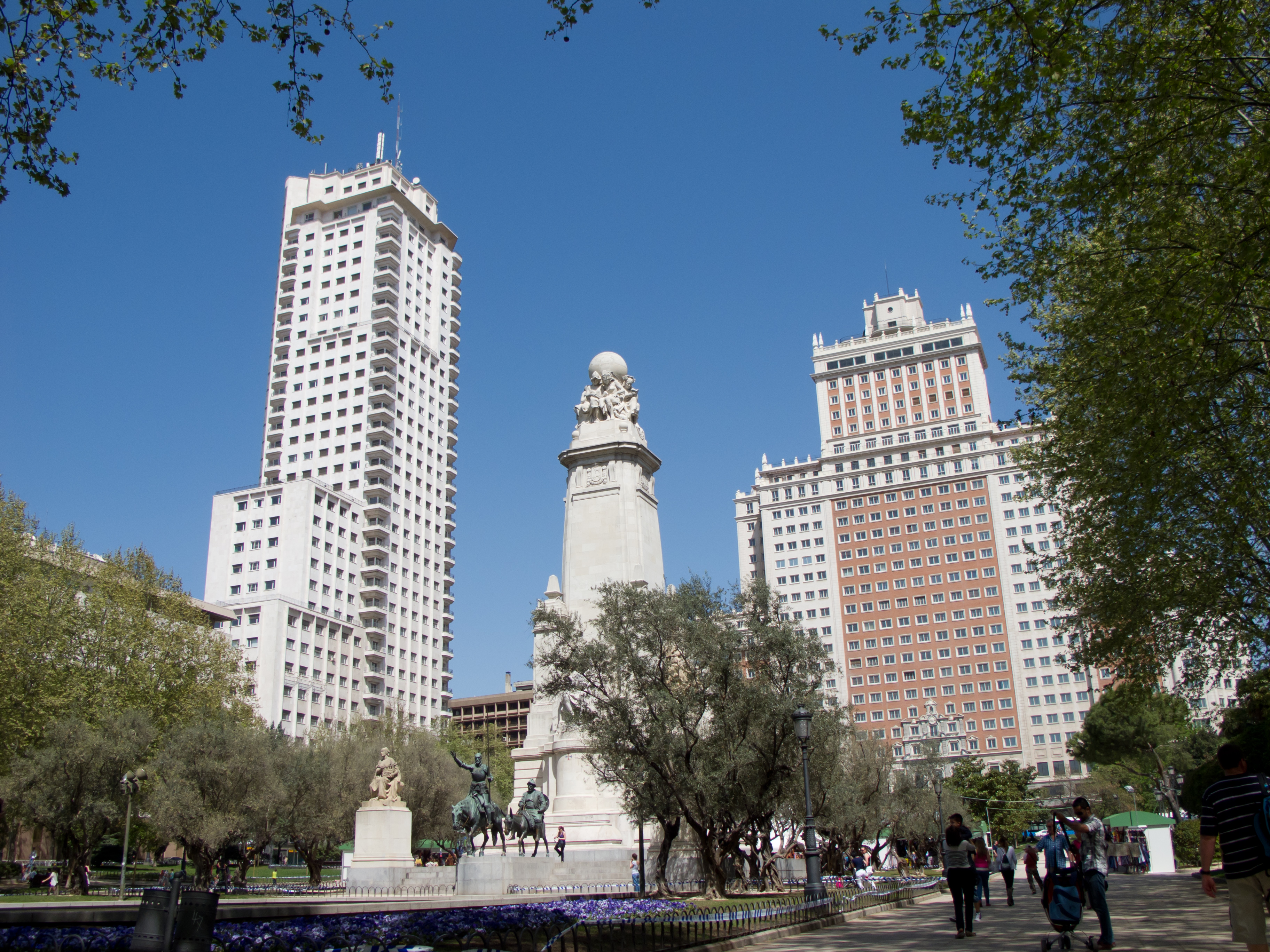
Plaza de España

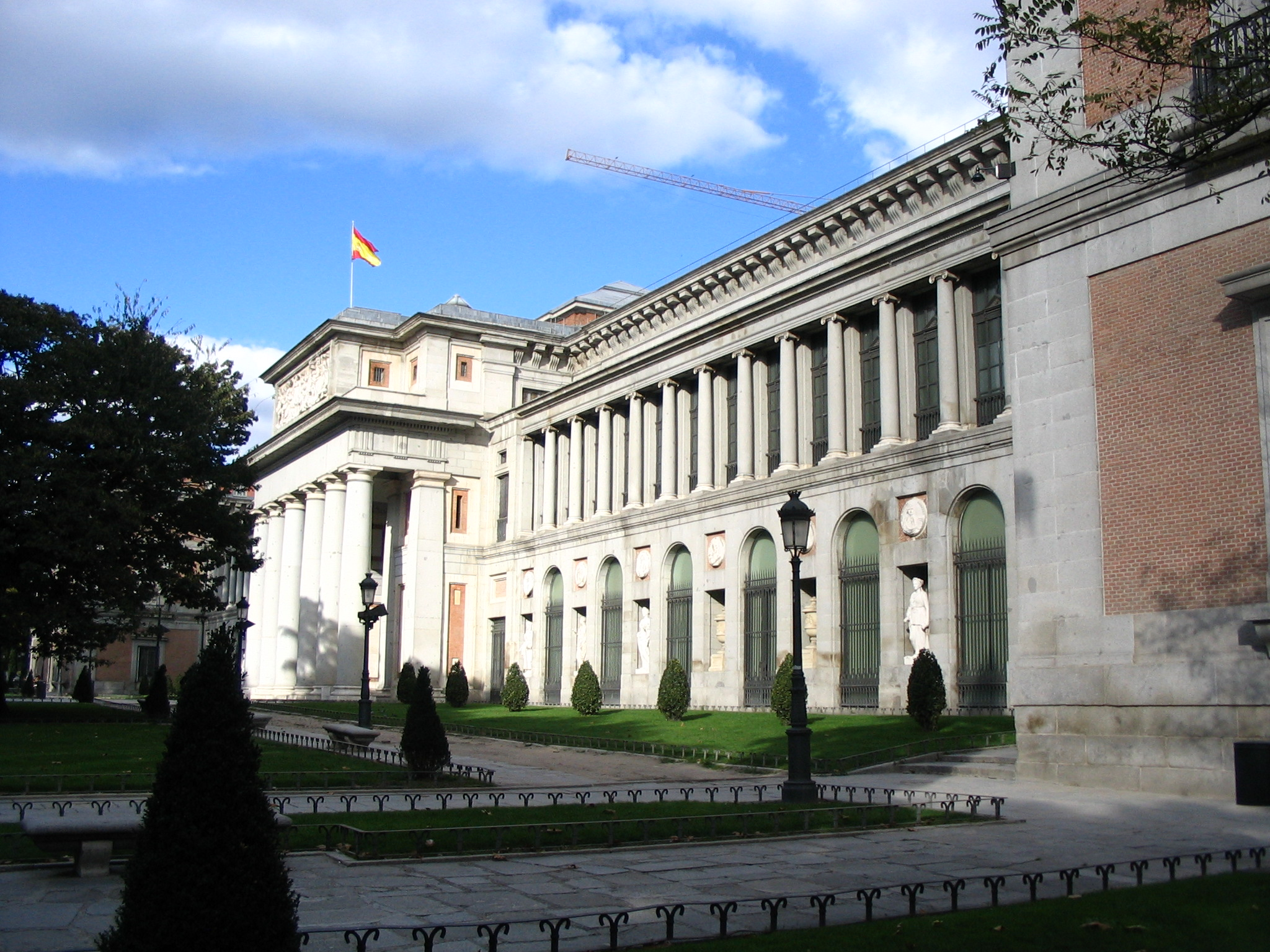
Museu do Prado

- Palácio das Comunicações (actual sede do Ayuntamiento de Madrid)
- Palácio Real
- Parque do Bom Retiro
- Paseo del Prado
- Paseo de Recoletos
- Paseo de la Castellana
- Plaza de Cibeles e Fuente de Cibeles
- Plaza de España
- Plaza de la Independencia e Puerta de Alcalá
- Plaza de Oriente
- Plaza Mayor
- Puerta del Sol
- Teatro Real

### Museus
A cidade é rica em história e arte; tem em sua posse uma trilogia de museus que representa de forma bastante significativa a evolução da arte ao longo da História da Humanidade. É no Paseo del Prado que se encontra o Triângulo de Ouro da Arte; este inclui o Museu do Prado, o Museu Thyssen-Bornemisza e o Museu Rainha Sofia.
- Museu do Prado
- Museu Thyssen-Bornemisza
- Museu Rainha Sofia
- Real Academia de Belas-Artes de São Fernando
- Museu Arqueológico de Espanha
- Museu da América

## Arranha-céus

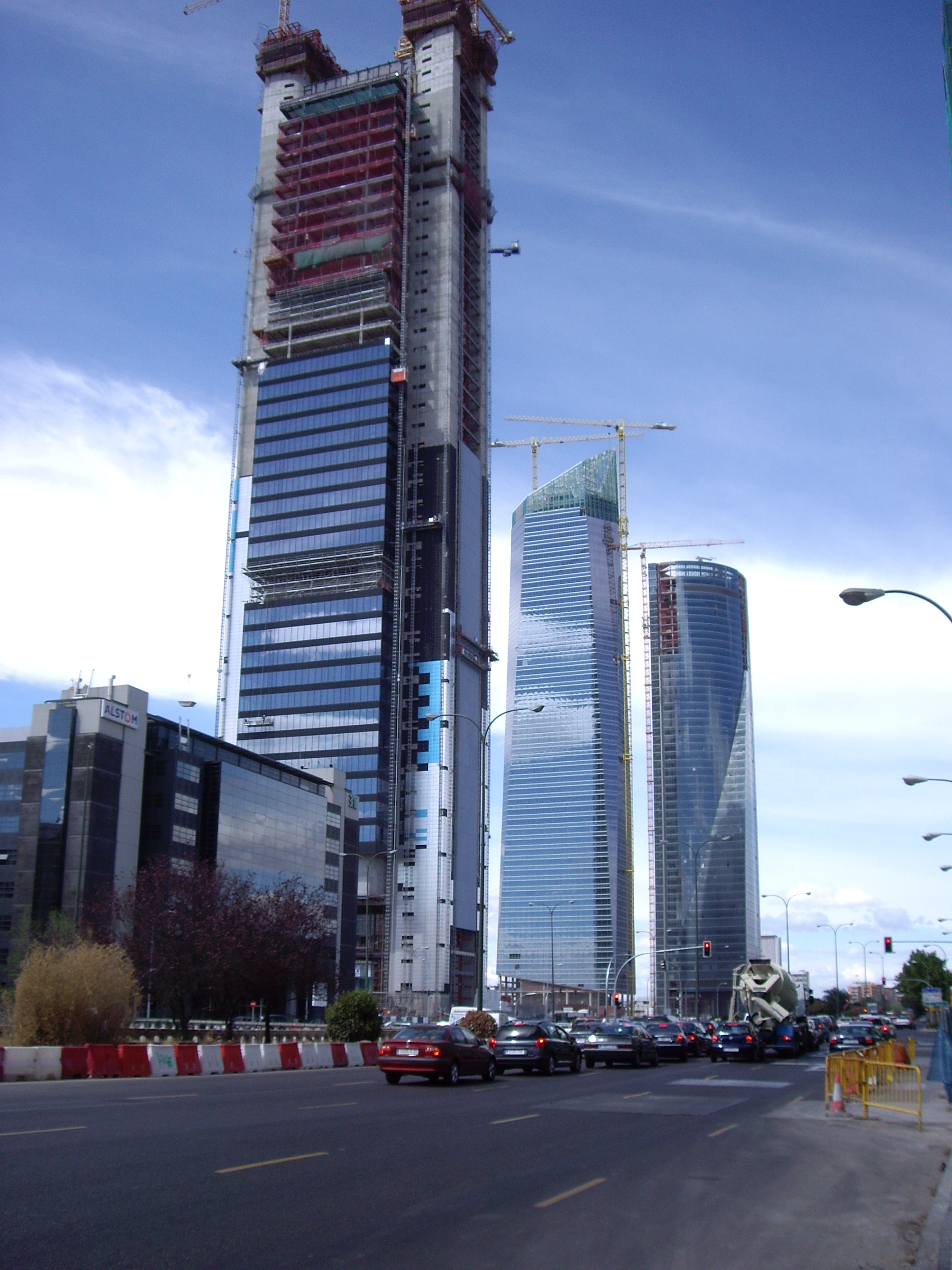
Novo complexo de CTBA.

Actualmente, a lista de edifícios mais altos da cidade é a seguinte:
| Posição | Edifício                 | Altura | Número de pisos | Ano de inauguração |
| ------- | ------------------------ | ------ | --------------- | ------------------ |
| 1       | Torre Caja Madrid        | 250 m  | 45              | 2007               |
| 2       | Torre de Cristal         | 249 m  | 45              | 2007               |
| 3       | Torre Sacyr Vallehermoso | 236 m  | 52              | 2007               |
| 4       | Torre Espacio            | 236 m  | 53              | 2007               |
| 5       | Torrespaña               | 231 m  | 4 e a base      | 1982               |
| 6       | Torre Picasso            | 157 m  | 43              | 1988               |
| 7       | Torre de Madrid          | 142 m  | 34              | 1957               |
| 8       | Torre Europa             | 121 m  | 35              | 1985               |
| 9       | Edificio España          | 117 m  | 25              | 1953               |
| 10      | Puerta de Europa         | 114 m  | 26              | 1996               |